# Miss Tennessee USA
 (novembre 2016).

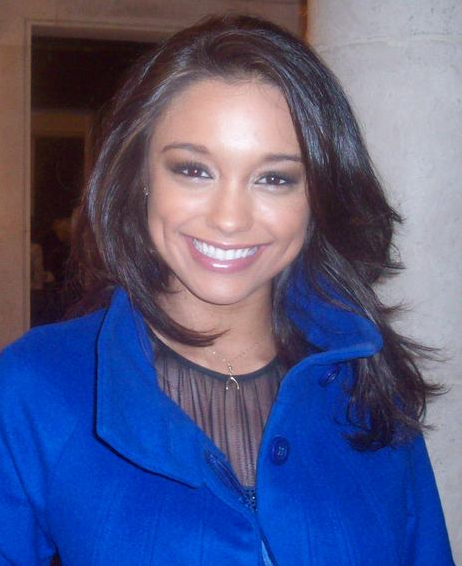
Rachel Smith

Miss Tennessee USA, est une concours de beauté féminin, réservé aux jeunes femmes de 17 à 27 ans originaires de l'état du Tennessee. La gagnante est qualifiée pour l'élection de Miss USA.

## Lauréates
| Année | Nom                                 | Domicile     | Age1 | Classement à Miss USA | Prix spéciaux à Miss USA   | Notes |
| ----- | ----------------------------------- | ------------ | ---- | --------------------- | -------------------------- | --- |
| 2025  | Madison Kunst                       | Jackson      | 26   |                       |                            | |
| 2024  | Christell Foote                     | Rocky Top    | 23   | 3e dauphine           | Meilleur en robe de soirée | |
| 2023  | Regan Ringler                       | Nashville    | 25   |                       |                            | |
| 2022  | Emily Suttle                        | Franklin     | 26   | Top 12                |                            | Participante à Miss Tennessee Teen USA 2013 et Top 16 de Miss Teen USA 2013 |
| 2021  | Elizabeth Graham Pistole            | Franklin     | 20   | Top 16                | Meilleur Costume National  | |
| 2020  | Justice Enlow                       | Nashville    | 26   |                       |                            | |
| 2019  | Savana Hodge                        | Nashville    | 25   |                       |                            | |
| 2018  | Alexandra Harper                    | Franklin     | 24   | Top 10                |                            | |
| 2017  | Allee-Sutton Hethcoat               | Franklin     | 25   | Top 10                |                            | |
| 2016  | Hope Stephens                       | Livingston   | 20   |                       |                            | |
| 2015  | Kiara Young                         | Nashville    | 23   |                       |                            | |
| 2014  | Kristy Landers Niedenfuer           | Nashville    | 22   | Top 20                |                            | |
| 2013  | Brenna Mader                        | Nashville    | 25   |                       |                            | Participante à Miss Wyoming Teen USA 2005 |
| 2012  | Jessica Hibler                      | Brentwood    | 22   | Top 16                |                            | |
| 2011  | Ashley Durham                       | Adamsville   | 20   | 1re dauphine          |                            | Participante à Miss Tennessee Teen USA 2006 |
| 2010  | Tucker Perry                        | Franklin     | 20   | Top 10                |                            | Fille de Kathi Tucker, Miss Washington USA 1983. |
| 2009  | Kristen Motil                       | Franklin     | 24   | Top 10                |                            | |
| 2008  | Hailey Brown                        | Franklin     | 25   | Top 10                |                            | 4e dauphine de Miss Tennessee 2003 |
| 2007  | Rachel Smith                        | Clarksville  | 21   | Miss USA 2007         |                            | Born in Panama and Previously Miss Tennessee Teen USA 2002 (Top 10 Semi-Finalist & Miss Photogenic at Miss Teen USA 2002) and 4th Runner-up at Miss Universe 2007, currently hosting ABC's OnTheRedCarpet                                                 |
| 2006  | Lauren Grissom                      | Shelbyville  | 21   | Top 15                |                            | Girlfriend of Jake Owen; participant on VH1's You're Cut Off! |
| 2005  | Amy Colley                          | Jonesborough | 21   |                       |                            | 2e dauphine de Miss Tennessee 2008 |
| 2004  | Stephanie Culberson                 | Knoxville    | 24   | 4e dauphine           |                            | Participation à Miss Tennessee 2001, 2e dauphine de Miss America 2002 |
| 2003  | Beth Hood                           | Cleveland    | 24   | 4e dauphine           |                            | Miss Tennessee 2000 |
| 2002  | Allison Alderson                    | Nashville    | 25   |                       |                            | Triple Crown winner: Previously Miss Tennessee Teen USA, top 6 at Miss Teen USA 1994 and Miss Tennessee 1999 |
| 2001  | Lisa Tollett                        | Crossville   | 24   | Top 10                |                            | |
| 2000  | Lynnette Cole                       | Columbia     | 21   | Miss USA 2000         | Meilleur maillot de bain   | Top 5 finaliste à Miss Universe 2000 Participation à Miss Tennessee Teen USA 1995 (3e dauphine & Miss Photogénique de Miss Teen USA 1995), 3e dauphine de Miss Oktoberfest 1998, Miss Teen All American 1997                                              |
| 1999  | Morgan Tandy High                   | Nashville    |      | 1re dauphine          |                            | |
| 1998  | Amy Neely                           | Macon County |      | Honorable Mention     |                            | |
| 1997  | Towanna Stone                       | Morristown   | 24   | 2e dauphine           |                            | |
| 1996  | Becca Lee                           |              | 24   | 2e dauphine           | Finesse Style Award        | |
| 1995  | Lee Ann Huey                        |              |      |                       | Style Award                | |
| 1994  | Leah Hulan                          |              |      | Demi-finaliste        |                            | Participation à Miss Tennessee 1992 |
| 1993  | Cammy Gregory                       | Paris        | 22   | Demi-finaliste        |                            | |
| 1992  | Natalie Ann Bray                    |              |      |                       |                            | |
| 1991  | Angela Johnson                      |              |      |                       |                            | |
| 1990  | Charita Moses                       |              | 20   | Demi-finaliste        |                            | |
| 1989  | Kimberly Payne                      |              |      |                       |                            | Previously Tennessee's Junior Miss 1985; Current director of the Miss Géorgie USA, Miss Georgia Teen USA, Miss Mississippi USA, Miss Mississippi Teen USA, Miss Tennessee USA, and Miss Tennessee Teen USA pageants under her married name, Kim Greenwood |
| 1988  | Stephanie Jane Potts                | Memphis      | 23   | Demi-finaliste        |                            | |
| 1987  | Molly Brown                         | Loretto      |      |                       |                            | Participation à Miss Tennessee Teen USA 1984 (2e dauphine à Miss Teen USA) |
| 1986  | Karen Compton                       | Lawrenceburg |      |                       |                            | |
| 1985  | Martha Elizabeth Browning           | Chattanooga  |      |                       | Miss Congeniality          | |
| 1984  | Desiree Denise Daniels              | Chattanooga  | 24   | 2e dauphine           |                            | Participation à Miss Tennessee 1982 and finished 1st runner up to Miss America 1983 |
| 1983  | Ladonna Friday                      | Jonesborough |      |                       |                            | |
| 1982  | Sherly Deanice Levy (aka Nise Levy) | Nashville    |      | Demi-finaliste        |                            | |
| 1981  | Sharon Kay Steakly                  | Nashville    |      | Demi-finaliste        |                            | |
| 1980  | Diane Hunt                          | Chattanooga  | 17   |                       |                            | |
| 1979  | Sandy Nuismer                       | Nashville    |      |                       |                            | |
| 1978  | Suzanna Timberlake                  | Chattanooga  |      |                       | Miss Photogenic            | demi-finaliste à Miss Monde USA 1980 |
| 1977  | Rene Jean Smith                     | Cookeville   |      |                       |                            | |
| 1976  | Jana Kerr (Terry Jean Alden ?)      |              |      |                       |                            | |
| 1975  | Shelly Smith                        | Memphis      |      |                       |                            | Participation à Miss Memphis State 1975 |
| 1974  | Brin Annette Hendrix                |              |      |                       |                            | |
| 1973  | Tommye Hooker                       |              |      |                       |                            | |
| 1972  | Linda Diane Thompson                |              |      |                       |                            | actrice et photographe |
| 1971  | Sue Collins                         |              |      |                       |                            | |
| 1970  | Donna Marie Ford                    |              |      | 3e dauphine           |                            | |
| 1969  | Suzie Richardson                    |              |      |                       |                            | |
| 1968  | Sandra Force                        |              |      | Demi-finaliste        |                            | |
| 1967  | Nancy Brackhahn                     |              |      | Demi-finaliste        |                            | |
| 1966  | Mary Margaret Smith                 |              |      | Demi-finaliste        |                            | |
| 1965  | Bonnie Perkins                      |              |      |                       | Miss Congénitale           | |
| 1964  | Pat Kerr                            |              |      |                       | Meilleur costume national  | |
| 1963  | Bobbie Lynn Morrow                  |              |      | Demi-finaliste        |                            | |
| 1962  | Gail White                          | Chattanooga  |      | 2e dauphine           |                            | |
| 1961  | Anita Atkins                        |              |      |                       |                            | |
| 1960  | Christine McSwain                   |              |      |                       |                            | |
| 1959  | Marcia Daniels                      |              |      |                       |                            | |
| 1958  | Martha Boales                       | Memphis      |      | Demi-finaliste        |                            | 1re dauphine de Miss Dixie 1959 |
| 1957  | Patricia Prather                    |              |      |                       |                            | |
| 1956  | Stella Wilson                       |              |      | Demi-finaliste        |                            | |
| 1955  | Barbara Gurley                      |              |      |                       |                            | |
| 1954  | Barbara Holly                       |              |      |                       |                            | |
| 1953  | Pas de concours                     |              |      |                       |                            | |
| 1952  | Jean Harper                         | Memphis      |      | 3e dauphine           |                            | Participation à Miss Tennessee 1951 |